# Lijst van rijksmonumenten in Serooskerke (Veere)
De plaats Serooskerke telt 8 inschrijvingen in het rijksmonumentenregister. Hieronder een overzicht.
| Object                                                        | Oorspronkelijke functie?  | Bouwjaar     | Architect           | Locatie                | Coördinaten?                  | Nr.?   | Afbeelding                                |
| ------------------------------------------------------------- | ------------------------- | ------------ | ------------------- | ---------------------- | ----------------------------- | ------ | ----------------------------------------- |
| Nederlands Hervormde Kerk                                     | Kerk en kerkonderdeel     | 15e eeuw     |                     | Noordweg 3             | 51° 33' 0" NB, 3° 35' 46" OL  | 37028  | Meer afbeeldingen                         |
| Toren Nederlands Hervormde Kerk                               | Kerk en kerkonderdeel     | 15e eeuw     |                     | Noordweg 3             | 51° 33' 0" NB, 3° 35' 45" OL  | 37029  | Meer afbeeldingen                         |
| Huis 'Noordhout'                                              | Woonhuis                  | 17e-18e eeuw |                     | Smidswegje 8           | 51° 32' 59" NB, 3° 35' 48" OL | 37030  | Meer afbeeldingen                         |
| De Jonge Johannes                                             | Industrie- en poldermolen | 1835 / 1985  |                     | Vrouwenpolderseweg 55A | 51° 33' 17" NB, 3° 36' 4" OL  | 37031  | Meer afbeeldingen                         |
| Buitenplaats 'Welgelegen'                                     | Kasteel, buitenplaats     | 1894         | J.J. van Nieukerken | Oostkapelseweg 4       | 51° 33' 6" NB, 3° 35' 23" OL  | 507824 | Buitenplaats 'Welgelegen'                 |
| Koetshuis bij buitenplaats 'Welgelegen'                       | Bijgebouwen kastelen enz. | 1895         | J.J. van Nieukerken | Oostkapelseweg 2a      | 51° 33' 2" NB, 3° 35' 29" OL  | 507825 | Koetshuis bij buitenplaats 'Welgelegen'   |
| Park in Engelse landschapsstijl bij buitenplaats 'Welgelegen' | Tuin, park en plantsoen   | 1850-1900    |                     | Oostkapelseweg bij 4   | 51° 33' 6" NB, 3° 35' 23" OL  | 507826 | Meer afbeeldingen                         |
| Pastorie van de Nederlands Hervormde kerk                     | Kerkelijke dienstwoning   | 1879         |                     | Torenstraat 8          | 51° 32' 60" NB, 3° 35' 41" OL | 507837 | Pastorie van de Nederlands Hervormde kerk |